# گاوبانگی

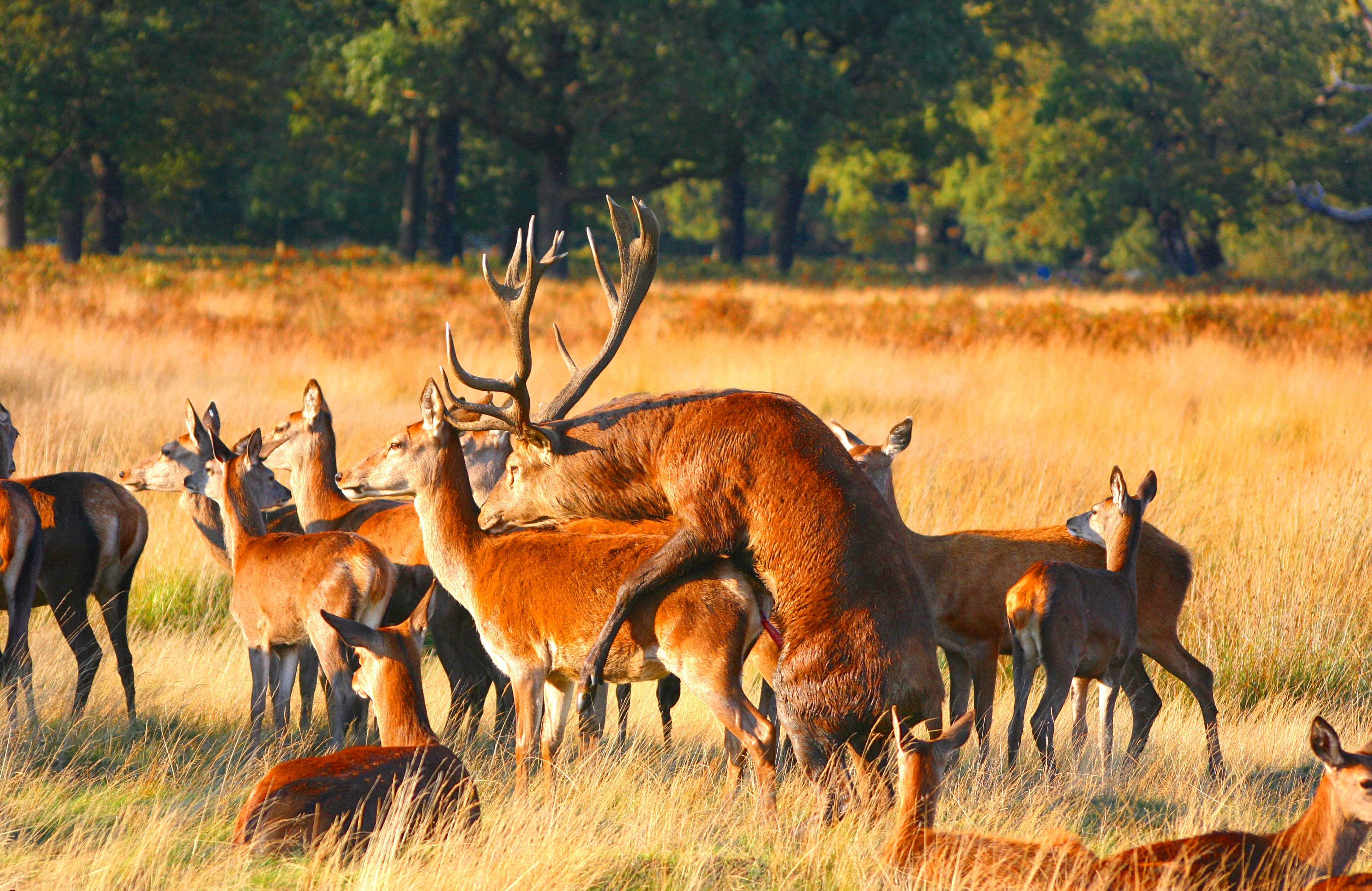
جفت‌گیری مرال

گاو بانگی (به انگلیسی: Rut) دورهٔ جفت‌گیری برخی جانوران مانند گوزن است که در آن نرها با برآوردن بانگ‌های بلند ماده‌ها را به سوی خود می‌کشانند و همچنین نرهای دیگر را از آمدن به قلمرو خود می‌رانند. از دیگر راه‌های نشان دادن نیرومندی، نمایش شاخ بلندی است که نر بر سر دارد و آن را برای دور کردن نرهای دیگر به کار می‌گیرد.
هر ساله با آغاز شهریور، دورهٔ جفت‌گیری هم می‌آغازد. دوره‌ای که مرال‌ها را در برابر شکارچیان بسیار آسیب‌پذیر می‌نماید؛ زیرا گله‌های تحت رهبری نر، از جنگل‌ها به درآمده راهی چمنزارهایی که در آن دید باز برای شکار فراهم است می‌شوند. از سوی دیگر بانگ‌های پی‌درپی نرها، کار ردیابی‌شان را آسان می‌کند. همچنین برخی شکارچیان با درآوردن صدای گوزن‌ها، آن‌ها را به گمان حضور نری دیگر در قلمرو خود، فریفته و سوی خود می‌کشانند و به آسانی در دام می‌اندازند.

## بن‌مایه
1. ↑  «گوزن‌های عاشقی که با فریب شکار می‌شوند». خبرگزاری مهر.